# رباط آل أبي بكر الملا
رباط آل أبي بكر الملا أو رباط الملا أو رباط عبد الله بن أبي بكر الملا أنشي الرباط لخدمة طلبة العلم من الأحساء وخارجها على تلقي العلوم الشرعية، يقع الرباط في محافظة الأحساء في المنطقة الشرقية في المملكة العربية السعودية.

## الموقع
يقع الرباط في حي الكوت في مدينة الهفوف.

## التاريخ
في أواخر القرن الثالث عشر الهجري، زاد إقبال الوافدين إلى الأحساء من المناطق الأخرى مثل الخليج العربي، بغرض طلب العلم في مدارسها وحلقات مساجدها، وبسبب صعوبة تأمين المسكن والمأكل طيلة فترة الدراسة، أمر الشيخ عبدالله بن الشيخ أبي بكر بن الشيخ محمد بن الشيخ عمر الملا ببناء الرباط في محلة الرويضة بالكوت عام 1280هـ في موقع مناسب قريب من المدارس والمساجد التي تقام فيها دروس العلم.
كان آنذاك عبد الله بن أبي بكر هو أول ناظر للرباط حتى وفاته في سنة 1309 هـ، ثم تولى النظارة بعده أبنه أبو بكر. ويعتبر رباط عبد الله بن أبي بكر الملا من أشهر دور العلم في الأحساء التي تدرس العلوم الشريعية، وتميز بمكانة دينية وعلمية، ويعد الرباط من أشهر الأربطة في شرق الجزيرة العربية.

## العمارة
يتكون الرباط من طابقين، حيث كل طابق يتكون من عدة حجرات من جميع الجهات الأربع، ويوجد أمامها أروقة تتوسطها ساحة مكشوفة، وكما يشمل الرباط علي جناح شرقي يشتمل على بئر الماء، ومطابخ. استخدم في بناء الرباط الجص، والحصى، والأسقف والأبواب تكون من خشب بعض الأشجار وجذوع النخيل.

## الدروس
يضم الرباط المدارس الفقهية الأربعة.

## عمليات الصيانة
أُجريت للرباط في عام 1430 هـ عملية صيانة تتوافق مع ما يناسب العصر الحديث مع بقاء البناء على طرازه القديم.

## زيارات
في عام 2019، زار أعضاء من مجلس الشورى السعودي الرباط.